# 糸井村
糸井村（いといむら）は、兵庫県養父郡にあった村。
現在の朝来市和田山町の北西端、円山川の支流・糸井川の流域にあたる。

## 地理
- 山岳：西床尾山、東床尾山、鉄鈷山
- 河川：円山川、糸井川

## 歴史
- 1889年（明治22年）4月1日 - 町村制の施行により、林垣村・寺内村・室尾村・高生田村・市場村・和田村・内海分・竹ノ内村・朝日村の区域をもって発足。
- 1955年（昭和30年）3月31日 - 大蔵村と合併して南但町が発足。同日糸井村廃止。